# Palácio Ex Congresso Nacional do Chile

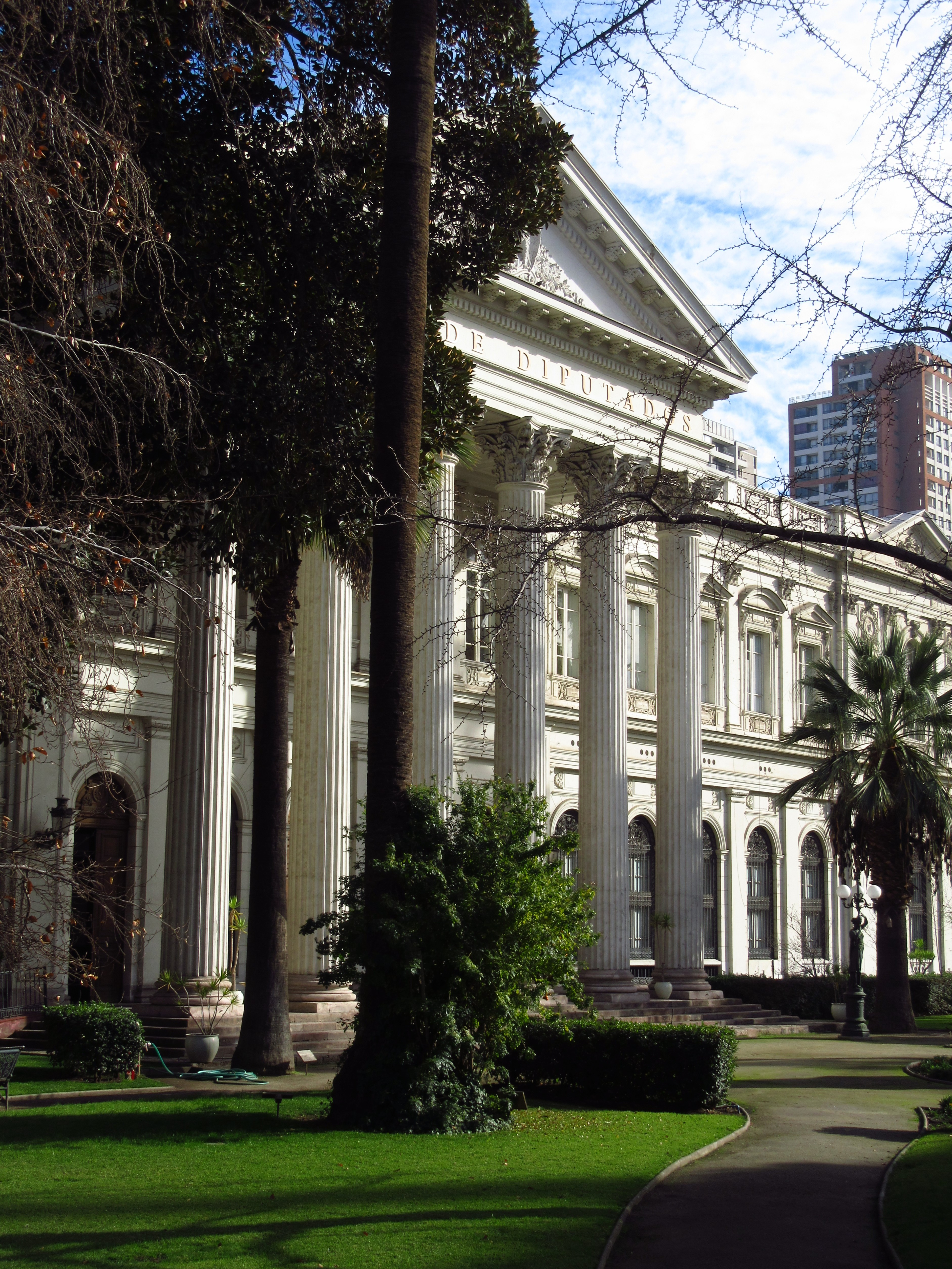
Palácio Ex Congresso Nacional do Chile.

O Palácio Ex Congresso Nacional do Chile foi a sede que abrigou as duas câmaras do Congresso Nacional daquele país, de 1876 a 1973. Localizado em Santiago do Chile, este edifício neoclássico foi declarado Monumento Histórico Nacional em 1976.

## História
A construção do congresso nacional foi planejada durante o governo de Manuel Montt. Os planos do novo prédio foram feitos pelo arquiteto francês Claude-François Brunet de Baines, que foi contratado pelo governo em 1848 e morreu em 1855. Em 1857, começaram os trabalhos de Lucien Hénault, mas em 1860 foram interrompidos por razões econômicas. Em 1870, o engenheiro chileno Manuel Aldunate continuou com os trabalhos. O palácio foi finalizado pelo arquiteto italiano Eusebio Chelli. O prédio do Congresso Nacional foi inaugurado, ainda inacabado, em 1º de junho de 1876, durante o governo de Federico Errázuriz Zañartu. Serviu como sede do poder legislativo até 1973, quase um século, quando ocorreu o golpe militar. Após o retorno à democracia, em 1990, por razões de descentralização, a sede do Congresso mudou-se para a cidade de Valparaíso.